# 장이옌

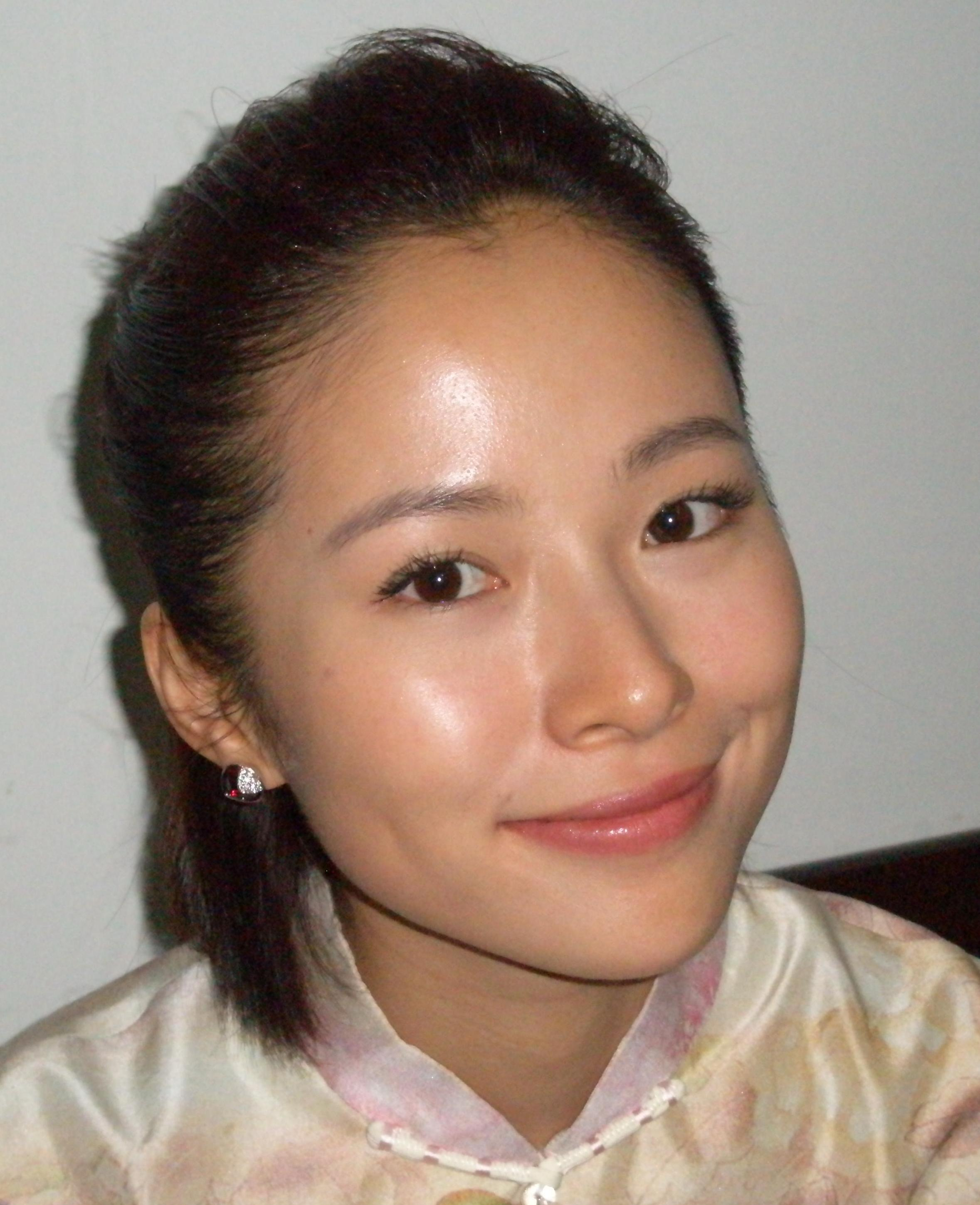

장이옌(중국어: 江一燕, 병음: Jiāng Yīyàn, 한자음: 강일연, 1983년 9월 11일 ~ )은 중화인민공화국의 배우이다.
저장성 사오싱시에서 태어났다.

## 방송
- 상화화상호접

## 영화
- 더 루밍 스톰 (2017년)
- 독계 (2017년)
- 소드 마스터: 절대 강호의 죽음 (2016년)
- 사라진 살인자 (2015년)
- 배안동니도과만장세월 (2015년)
- 유종니애아 (2015년)
- 분신사바 3 (2014년)
- 음모자들 (2013년)
- 사대명포 2 (2013년)
- 상하이 스트레인저스 (2012년)
- 상화화상호접 (2012년)
- 사대명포 (2012년)
- 중화 명탐정 (2012년)
- 애봉료 (2011년)
- 가장정려 (2011년)
- 어깨 위의 나비 (2011년)
- 남색시차국 (2011년)
- 검우강호 (2010년)
- 난징! 난징! (2009년)
- 쌍식기 (2008년)